# Tekman
Tekman (ehemals armenisch Tatos) ist eine Stadt im gleichnamigen Landkreis der türkischen Provinz Erzurum und gleichzeitig ein Stadtbezirk der 1993 geschaffenen Büyükşehir belediyesi Erzurum (Großstadtgemeinde/Metropolprovinz).

## Geographie
Tekman liegt 35 km von der Provinzhauptstadt Erzurum entfernt im Süden der Provinz.
Der Landkreis Tekman ist mit einer Fläche von 2102 km² der zweitgrößte Landkreis der Provinz. Er grenzt im Nordosten an Köprüköy, im Norden an Pasinler, im Nordwesten an Palandöken, im Westen an Çat, im Südosten an Hınıs und im Osten an Karayazı. und grenzt an die Provinzen Muş und Bingöl.
Das gebirgige Terrain ist durchschnittlich 1800 m hoch; im Nordwesten liegt der Palandöken Dağı (3271 m), im Norden die Kargapazarı-Berge und im Osten und Südosten die Bingöl-Berge. Wälder sind kaum vorhanden, dagegen herrscht Steppe vor. In Tekman entspringt der Aras. Das Wetter ist von kurzen, kühlen Sommern und langen, kalten Wintern geprägt.

## Geschichte
1946 wurde Tekman vom Kreis Hınıs abgespalten und in den Rang eines Landkreises erhoben. Der Landkreis umfasste bei der Gründung 66 Dörfer und 53 Weiler.

## Bevölkerung
Ende 2020 lag Tekman mit 25.649 Einwohnern auf dem 9. Platz der bevölkerungsreichsten Landkreise in der Provinz Erzurum. Die Bevölkerungsdichte liegt mit 12 Einwohnern je Quadratkilometer unter dem Provinzdurchschnitt (30 Einwohner je km²).
Tekman wird nahezu ausschließlich von sunnitischen (kurmancîsprachig) und alevitischen (kirmanckisprachigen) Kurden bewohnt. 